# ایزو لی‌لی

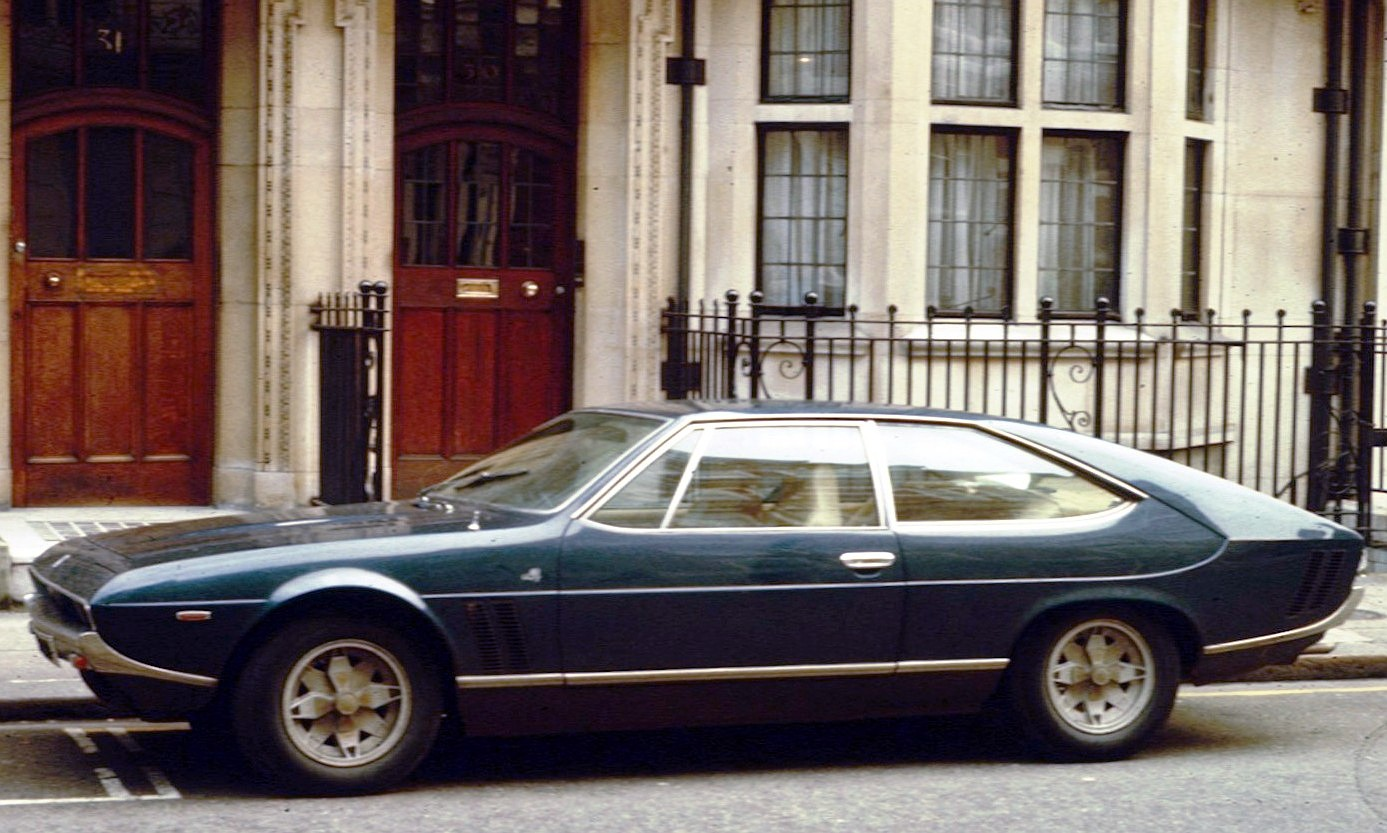

ایزو للا (Iso Lele) خودرویی است که در سال‌های ۱۹۶۹ تا ۱۹۷۴ تولید شده‌است.
طراحی آن خودروهای موتور جلو-محور عقب بوده طول آن در حالت طبیعی ۴٬۶۵۰ میلیمتر (۱۸۳٫۱ اینچ)، عرض آن در حالت طبیعی ۱٬۷۵۰ میلیمتر (۶۸٫۹ اینچ)، ارتفاع آن در حالت طبیعی ۱٬۳۵۰ میلیمتر (۵۳٫۱ اینچ) و وزن آن در حالت طبیعی ۱٬۶۱۰ کیلوگرم (۳٬۵۴۹ پوند) است.